# 红胸鵖
红胸鵖（Oenanthe bottae）是一种属于雀形目鹟科的鸟类。休氏鵖（O. heuglini）曾经也被归于本种，但后来独立分出。

## 描述
红胸鵖与穗䳭相比体型更大，颜色更暗。胸部颜色呈暗红色，长有黑色的宽尾尖。雌雄个体外形相似。

## 分布范围及栖息地
红胸鵖分布于厄立特里亚、埃塞俄比亚、沙特阿拉伯西南部及也门。它们生活于亚热带或热带高海拔草原，最常见于海拔1800米以上的地区。